# Jacques Celliers
Ne doit pas être confondu avec Jacques Cellier.
Jacques Celliers, né le 26 janvier 1978, est un coureur cycliste namibien.

## Palmarès et résultats

### Palmarès par année
- 2001
  - 3e de la Nedbank Cycle Classic
- 2002
  - 2e de la Nedbank Cycle Classic
- 2007
  -  Champion de Namibie du contre-la-montre
  - 2e du championnat de Namibie sur route
  - 3e de la Nedbank Cycle Classic
- 2008
  -  Champion de Namibie du contre-la-montre
  - 3e du championnat de Namibie sur route
- 2009
  -  Médaillé d'argent du championnat d'Afrique du contre-la-montre par équipes
- 2010
  -  Champion de Namibie du contre-la-montre
- 2012
  - 3e du championnat de Namibie du contre-la-montre

### Classements mondiaux
| Année           | 2007 | 2008 | 2009 | 2010 |
| --------------- | ---- | ---- | ---- | ---- |
| UCI Africa Tour | 45e  |      |      | 69e  |